# Sanctuaire du Saint-Crucifix de Boca
Le sanctuaire du Saint-Crucifix est un sanctuaire catholique situé sur le territoire de la commune de Boca dans la région du Piémont au nord-ouest de l'Italie. L'édifice religieux est situé à côté de la Strona di Briona, à une altitude de 395 m au bord de la route reliant Boca à Grignasco.

## Histoire
La fondation du sanctuaire est reliée à la mort violente de deux conjoints au XVIIe siècle. Il fut construit alors un mur décoré de fresques à l'image du crucifix, puis transformé en une petite chapelle. Cela a été complété dans la seconde moitié du XVIIIe siècle à la suite de quelques guérisons miraculeuses, dont la première remonte à 1763. Les événements miraculeux se répétaient et encore aujourd'hui le sanctuaire conserve une riche galerie d'ex-voto.
L'afflux de pèlerins fut assez important pour qu'il soit décidé la construction d'une nouvelle extension en 1819, qui a été d'abord confiée à l'ingénieur Giovanni Agnelli. Le projet a impliqué le détournement du lit de la rivière Strona, qui a été effectué sur la base du travail bénévole de nombreux résidents locaux.
La poursuite du travail a été effectuée par un jeune architecte né à Ghemme, alors vingt-deux ans Alessandro Antonelli, qui a réécrit le projet,en dessinant un bâtiment  néo-classique majestueux. Le travail s'est déroulé assez lentement et a été entravé par des difficultés techniques, économiques et même par des malentendus avec la population de Boca. La construction a survécu à la mort du grand architecte en 1888. Costanzo a repris la direction du travail et le sanctuaire a été achevé vers la fin du XIXe siècle, même si pas tout à fait conforme au plan initial.
Cependant, en août 1907, un fait inattendu interrompu les travaux d'aménagement paysager. Une terrible tempête a provoqué un effondrement grave et a fait lourdement basculé le sanctuaire sur le côté gauche. Les travaux de restauration ont continué pendant des décennies subissant une interruption due à des combats. En 1942, le sanctuaire a été endommagé par les bombardements, mais cette fois-ci moins gravement. Au début des années 1970, les principaux travaux de structure se sont terminés avec l'achèvement de l'escalier avant.
En 1987, le sanctuaire a été ajouté à parc naturel du Mont Fenera.
Le 3 janvier 2012, la congrégation pour le culte divin et la discipline des sacrements a proclamé le sanctuaire « basilique mineure » et le 16 septembre 2012, l'évêque de Novare, Franco Giulio Brambilla (it), en a fait la proclamation solennelle.

## Célébrations
Le sanctuaire est visité tout au long de l'année pour des pèlerinages depuis diverses paroisses de tout le Piémont. Au début du mois de juin est célébrée la journée annuelle des malades et en septembre l'exaltation de la croix.

## Excursions
Du sanctuaire partent quelques sentiers de randonnée intéressants qui mènent à travers les Préalpes de la province de Novare, vers le monte Lovagone ou la croix du Teso et, en général, dans la région viticole des collines de Boca, où se produit le vin local.

## Source de la traduction
- (it) Cet article est partiellement ou en totalité issu de l’article de Wikipédia en italien intitulé « Santuario del Santissimo Crocifisso (Boca) » (voir la liste des auteurs).